# Municipio de Forest Home
El municipio de Forest Home (en inglés: Forest Home Township) es un municipio ubicado en el condado de Antrim en el estado estadounidense de Míchigan. En el año 2010 tenía una población de 1720 habitantes y una densidad poblacional de 19,81 personas por km².

## Geografía
El municipio de Forest Home se encuentra ubicado en las coordenadas 44°59′5″N 85°15′24″O / 44.98472, -85.25667. Según la Oficina del Censo de los Estados Unidos, el municipio tiene una superficie total de 86.84 km², de la cual 62,52 km² corresponden a tierra firme y (28,01 %) 24,33 km² es agua.

## Demografía
Según el censo de 2010, había 1720 personas residiendo en el municipio de Forest Home. La densidad de población era de 19,81 hab./km². De los 1720 habitantes, el municipio de Forest Home estaba compuesto por el 98,55 % blancos, el 0,47 % eran amerindios, el 0,35 % eran asiáticos, el 0,06 % eran isleños del Pacífico y el 0,58 % eran de una mezcla de razas. Del total de la población el 1,28 % eran hispanos o latinos de cualquier raza.